# 克倫威爾 (康乃狄克州)
克倫威爾（英語：Cromwell）是一個位於美國康乃狄克州米德爾塞克斯縣的城鎮。

## 地理
克倫威爾的座標為41°36′35″N 72°39′47″W / 41.60972°N 72.66306°W，而該地的平均海拔高度為43米（即141英尺）。

## 人口
根據2010年美國人口普查的數據，克倫威爾的面積為35.00平方千米，當中陸地面積為32.10平方千米，而水域面積為2.90平方千米。當地共有人口14382人，而人口密度為每平方千米410.91人。